# GTE Corporation
GTE Corporation, anteriormente conocida como General Telephone & Electronics Corporation (1955–1982), fue la mayor compañía telefónica independiente de Estados Unidos durante los días del Bell System. La empresa operó desde 1926, con raíces que se remontan aún más atrás, hasta el 30 de junio de 2000, cuando fue adquirida por Bell Atlantic, que cambió su nombre a Verizon.
La Associated Telephone Utilities Company, con sede en Wisconsin, fue fundada en 1926; se declaró en quiebra en 1933 durante la Gran Depresión y se reorganizó como General Telephone en 1934. En 1991, adquirió la tercera mayor independiente, Continental Telephone (ConTel). Poseía Automatic Electric, un proveedor de equipos telefónicos similar en muchos aspectos a Western Electric, y Sylvania Lighting, la única empresa no orientada a comunicaciones bajo la propiedad de GTE. GTE ofrecía servicio telefónico local en muchas áreas de EE. UU. a través de compañías operativas, de manera similar a como American Telephone & Telegraph lo hacía mediante sus 22 Compañías Operativas Bell.
La empresa adquirió BBN Planet, uno de los primeros proveedores de servicios de internet, en 1997. Esa división pasó a llamarse GTE Internetworking y luego se escindió en la compañía independiente Genuity (un nombre reutilizado de otra empresa de internet adquirida por GTE en 1997) para cumplir con los requisitos de la Comisión Federal de Comunicaciones (FCC) relacionados con la fusión GTE-Bell Atlantic que creó Verizon.
GTE operó en Canadá a través de grandes participaciones en subsidiarias como BC Tel y Quebec-Téléphone. Cuando se introdujeron restricciones a la propiedad extranjera en empresas de telecomunicaciones, la participación de GTE fue eximida. Cuando BC Tel se fusionó con Telus (nombre dado a la privatizada Alberta Government Telephones (AGT)) para crear BCT.Telus, las subsidiarias canadienses de GTE se integraron en la nueva matriz, convirtiéndola en el segundo mayor operador de telecomunicaciones en Canadá. Como tal, el sucesor de GTE, Verizon Communications, fue la única empresa extranjera de telecomunicaciones con más del 20% de interés en un operador canadiense, hasta que Verizon se deshizo completamente de sus acciones en 2004.
En el Caribe, CONTEL adquirió varias participaciones importantes en países recién independizados de las Indias Occidentales Británicas (específicamente en Barbados, Jamaica y Trinidad y Tobago).
Antes de la fusión con Bell Atlantic, GTE también mantuvo una empresa conjunta de televisión interactiva llamada GTE mainStreet (a veces también conocida como mainStreet USA) y una operación de publicación de entretenimiento interactivo y videojuegos, GTE Interactive Media.

## Historia

### General Telephone
En 1934, se estableció la General Telephone Corporation con John Winn como presidente. Al año siguiente, la compañía creó la General Telephone Directory Company como una división. Durante la Segunda Guerra Mundial, General Telephone ayudó a instalar servicios telefónicos para instalaciones militares. Entre 1946 y 1950, General Telephone adquirió más de 100 000 líneas telefónicas y compró Leich Electric Company.
Para 1951, las posesiones de General Telephone incluían 15 compañías telefónicas en 20 estados, cuando Donald C. Power fue nombrado presidente bajo el jefe de operaciones y ejecutivo veterano de GT, Morris F. LaCroix, reemplazando a Harold Bozell (presidente de 1940 a 1951). Power expandió la empresa durante la década de 1950 principalmente mediante dos adquisiciones.
En 1955, Theodore Gary & Company se integró a General Telephone, permitiendo a la compañía controlar más de 2 millones de líneas telefónicas tras la fusión. También tenía una subsidiaria, General Telephone and Electric Corporation, formada en 1930 con la Transamerica Corporation e inversores británicos para competir contra ITT.
En 1959, Sylvania Electric Products se fusionó con General Telephone y pasó a llamarse General Telephone & Electronics Corporation (GT&E). Power también gestionó la compra de varias empresas, como Lenkurt Electric Company, Inc. y Peninsular Telephone Company. En 1960, se creó GT&E International Incorporated como una filial. Power fue nombrado CEO y chairman en 1961, dejando paso a Leslie H. Warner, exejecutivo de Theodore Gary, como presidente. Simultáneamente, GT&E adquirió proveedores de televisión por antena comunitaria.
En 1964, Western Utilities Corporation se integró a GT&E. Otras adquisiciones durante la década de 1960 incluyeron Hawaiian Telephone Company y Northern Ohio Telephone Company. Al final de la década, diez millones de teléfonos de GT&E estaban activos.

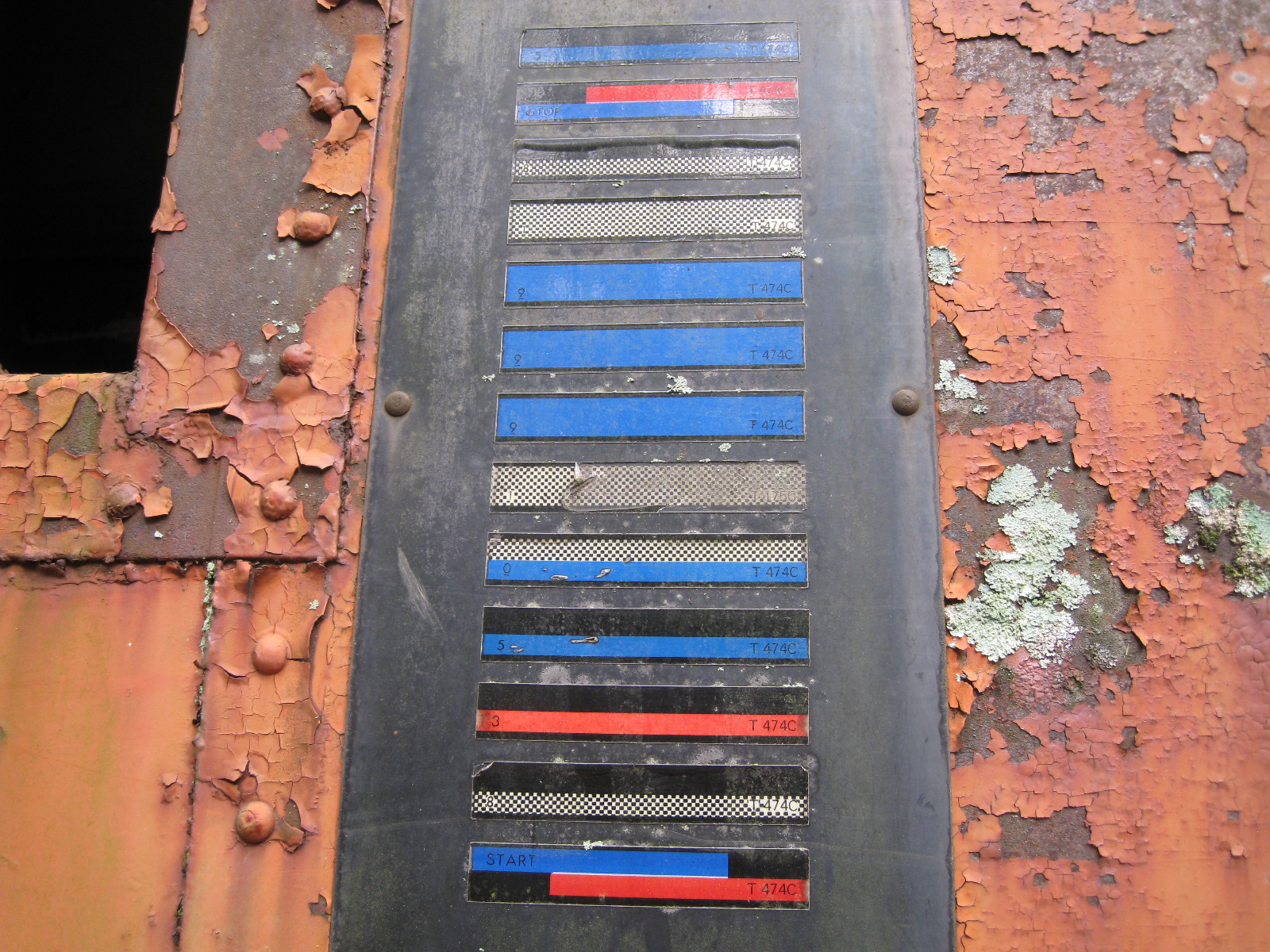
Sistema de Identificación Automática de Vagones KarTrak en un furgón de cola en Florida.

 A finales de los años 60, GT&E participó en la búsqueda de un sistema de Identificación Automática de Vagones. Diseñó el sistema óptico KarTrak, que superó a otros sistemas en pruebas de campo, pero resultó requerir demasiado mantenimiento. A finales de los años 70, el sistema fue abandonado.
Tras un ataque con bomba en 1970 a la sede de la compañía en Nueva York, la empresa se trasladó a Stamford, Connecticut, para establecer su nueva sede. En 1971, GT&E cambió su identidad y se convirtió simplemente en GTE, mientras que Sylvania Electric Products pasó a ser GTE Sylvania. Ese mismo año, Donald C. Power se retiró y Leslie H. Warner asumió como chairman del consejo. Theodore F. Brophy fue nombrado presidente.
En 1974, GTE colaboró con American Telephone & Telegraph en un proyecto para crear estaciones satelitales. Unos años después, en 1976, la filial internacional fue reemplazada por una compañía de productos GTE, que permaneció hasta 1979. En 1979, GTE adquirió Telenet para establecer presencia en el creciente negocio de conmutación de paquetes de comunicaciones de datos. GTE Telenet se incluyó luego en la empresa conjunta US Telecom.

### Década de 1980
En diciembre de 1983, Vanderslice renunció como presidente y director de operaciones de la compañía.

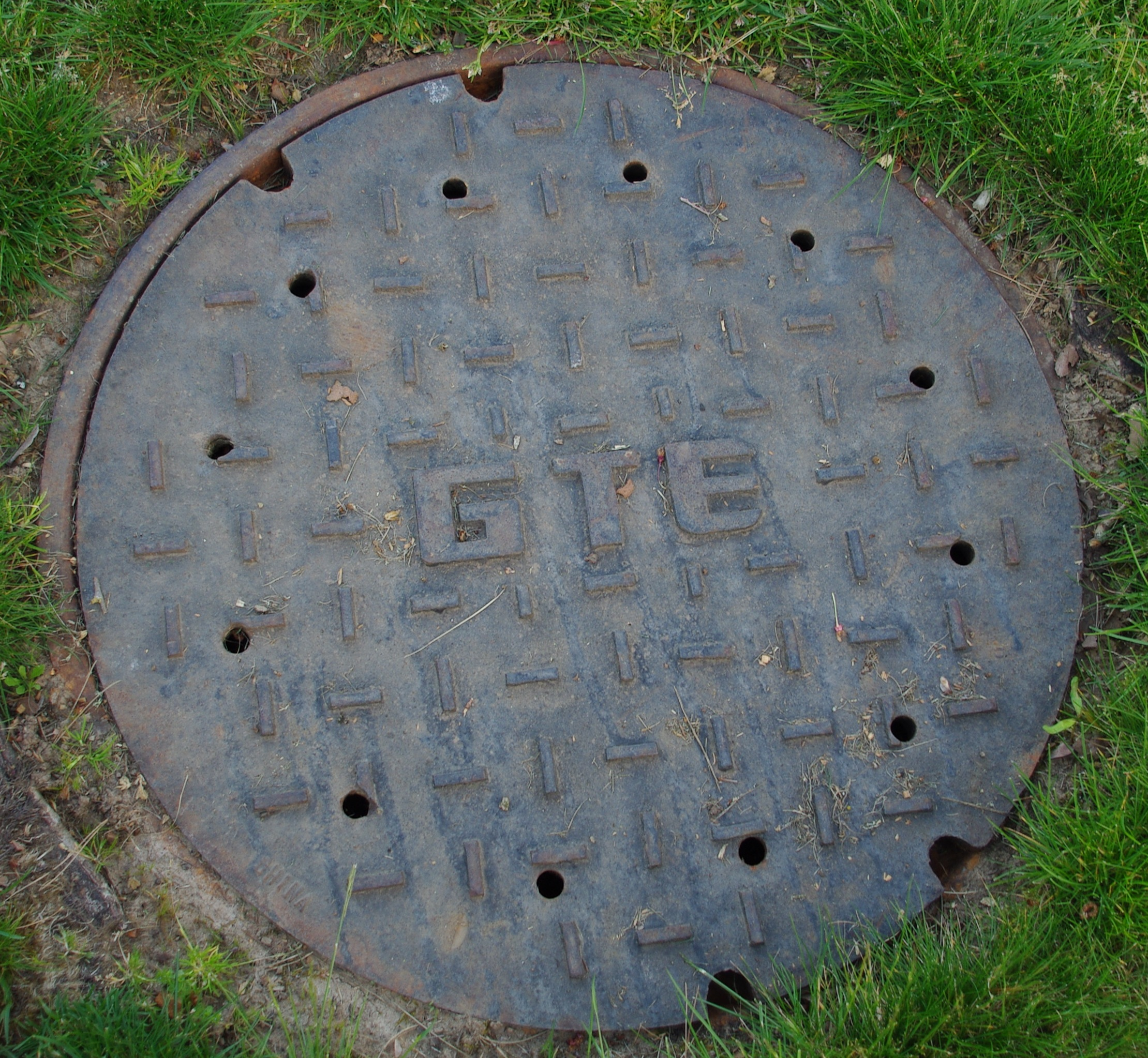
Tapa de alcantarilla con el logotipo de la compañía en Hillsboro, Oregón.

En abril de 1988, tras la jubilación de Theodore F. Brophy, James L. «Rocky» Johnson fue ascendido de presidente y director de operaciones a CEO de GTE; fue nombrado chairman en 1991.
Bajo el liderazgo de Johnson, GTE se deshizo de su 50% de propiedad en US Sprint, la tercera mayor compañía de larga distancia del país. También orquestó la venta de Sylvania y la fusión con Contel, creando la segunda mayor compañía telefónica de Estados Unidos. En 1989, GTE se reorganizó en seis grupos operativos, enfocándose en sus negocios principales de operaciones telefónicas, servicios de información y publicación de directorios telefónicos. Con recortes de empleo previos y futuros anunciados, Johnson logró que GTE volviera a ser rentable. Otros servicios nuevos bajo su liderazgo incluyeron operaciones de telefonía celular GTE Mobilenet, servicios de telefonía aire-tierra Airfone, y la primera comunidad de servicios de voz, video y datos en Cerritos, California, para probar banca en casa, compras desde casa, seguridad doméstica y televisión de pago por visión en 16 000 hogares y 2000 negocios.

### Década de 1990
En abril de 1992, James L. «Rocky» Johnson se retiró tras 43 años en GTE, permaneciendo en el consejo de directores como chairman emérito. Charles «Chuck» Lee fue nombrado su sucesor. En 1994, Lee vendió el proveedor satelital de la compañía, Spacenet, a General Electric y Contel of Maine a Oxford Networks, que colocó a la empresa en una nueva subsidiaria, Oxford West Telephone.

## Fusión con Bell Atlantic

Logotipo original de Verizon, introducido en el momento de la adquisición.

Bell Atlantic se fusionó con GTE el 30 de junio de 2000, y nombró a la nueva entidad Verizon Communications. Las compañías operativas de GTE retenidas por Verizon se conocieron colectivamente como la división Verizon West de Verizon (incluyendo territorios de servicio en la costa este). Las compañías operativas más pequeñas restantes fueron vendidas o transferidas a las que quedaban. Propiedades adicionales se vendieron en los años siguientes a la fusión a CenturyTel, Alltel y Hawaiian Telcom.
El 1 de julio de 2010, Verizon vendió muchas propiedades ex-GTE a Frontier Communications. Otros territorios que usaban GTE en California, Florida y Texas fueron vendidos a Frontier en 2015 y transferidos en 2016, finalizando las operaciones de líneas fijas de Verizon fuera del área histórica de Bell Atlantic.
Verizon aún opera servicios telefónicos en áreas no pertenecientes al Sistema Bell en Pensilvania bajo Verizon North, y en áreas no pertenecientes al Sistema Bell en Virginia y Knotts Island, Carolina del Norte, bajo Verizon South.
En septiembre de 2024, Verizon anunció un acuerdo para adquirir Frontier, lo que devolverá gran parte de la antigua red de GTE a la propiedad de Verizon.

## Compañías operativas
Antes de la fusión con Bell Atlantic, GTE poseía las siguientes compañías operativas en EE. UU.:
- Contel of Minnesota, Inc.
- Contel of the South, Inc. (Alabama, Indiana, Míchigan)
- GTE Alaska Incorporated
- GTE Arkansas Incorporated
- GTE California Incorporated (Arizona, California, Nevada)
- GTE Florida Incorporated
- GTE Hawaiian Telephone Company, Inc.
- GTE Midwest Incorporated (Iowa, Misuri, Nebraska)
- GTE North Incorporated (Illinois, Indiana, Míchigan, Ohio, Pensilvania, Wisconsin)
- GTE Northwest Incorporated (Idaho, Oregón, Washington)
- GTE South Incorporated (Illinois, Kentucky, Carolina del Norte, Carolina del Sur, Wisconsin)
- GTE Southwest Incorporated (Arkansas, Nuevo México, Oklahoma, Texas)
- GTE West Coast Incorporated (California)

Tras la fusión de GTE y Bell Atlantic, algunas de estas compañías y/o líneas de acceso fueron vendidas a otras empresas, como Alltel, ATEAC, The Carlyle Group, CenturyTel, Citizens/Frontier Communications y Valor Telecom.